# Podranea
Podranea é um género botânico pertencente à família Bignoniaceae.

## Espécies
- Podranea brycei
- Podranea ricasoliana

## Nome e referências
Podranea Sprague